# Starrmyran Ammer
Starrmyran Ammer este o arie protejată (arie specială de conservare — SAC, sit de importanță comunitară — SCI) din Suedia întinsă pe o suprafață de 23,5 ha, integral pe uscat.

## Localizare
Centrul sitului Starrmyran Ammer este situat la coordonatele 63°11′24″N 16°10′50″E / 63.1899°N 16.1805°E.

## Înființare
Situl Starrmyran Ammer a fost declarat sit de importanță comunitară în aprilie 2004 pentru a proteja 3 specii de plante. Situl a fost protejat și ca arie specială de conservare în martie 2011.

## Biodiversitate
Situată în ecoregiunea boreală, aria protejată conține 2 habitate naturale: Păduri caducifoliate de mlaștină fino-scandinave, Mlaștini alcaline.
La baza desemnării sitului se află mai multe specii protejate de  plante (3): Hamatocaulis vernicosus, Ranunculus lapponicus, ochii-șoricelului (Saxifraga hirculus).